# Workshop on Logic, Language, Information and Computation
La conférence Workshop on Logic, Language, Information and Computation (abrégé en WoLLIC) est une conférence scientifique dans le domaine de l’informatique théorique et de la logique mathématique.

## Organisation
Les thèmes de la conférence couvre les aspects théoriques et pratiques de la logique formelle, la théorie de la programmation, ainsi que les langages et le raisonnement naturels.
Comme il est d'usage, un certain nombre de conférenciers sont invités pour des communications plénières. En 2016, six conférences invitées et trois tutoriels ont été délivrées. 23 communications ont été acceptées cette année, sélectionnées parmi 33 soumissions. Les contributions sont, comme d'usage dans ces conférences, évaluées par des pairs.
Un Steering Committee (comité de surveillance) veille au maintien des orientations de la conférence. En 2014, le classement établi par Microsoft classe la conférence assez loin dans sa liste.

## Historique
WoLLIC a lieu chaque année depuis 1994, habituellement en juin ou en juillet. La conférence est sponsorisée par l'Association for Logic, Language and Information, l'Association for Symbolic Logic, l'European Association for Theoretical Computer Science et l'European Association for Computer Science Logic.
Des comptes-rendus des conférences paraissent régulièrement dans le Bulletin of Symbolic Logic (accès restreint). Les premières conférences, de 1994 à 2003, ont eu lieu au Brésil. Les réunions suivantes alternent entre l'Amérique latine et les États-Unis et l'Europe :
- 2004: Fontainebleau
- 2005: Florianópolis
- 2006: Stanford
- 2007: Rio de Janeiro
- 2008: Édimbourg
- 2009: Tokyo
- 2010: Brasília
- 2011: Philadelphie
- 2012: Buenos Aires
- 2013: Darmstadt
- 2014: Valparaiso
- 2015: Bloomington
- 2016: Puebla
- 2017: Londres
- 2018: Bogota
- 2019: Utrecht (à confirmer)
- 2020: Arequipa

## Actes
Les communications acceptées sont publiées par Springer dans la collection Lecture Notes in Computer Science. Des sections spéciales de revues scientifiques contiennent une sélection d'articles complets issus des colloques, dont les plus récentes sont :
- Journal of Computer and System Sciences (WoLLIC 2013). Volume 86, (juin 2017, à paraître).
- Theoretical Computer Science (WoLLIC 2012). Volume 603, pages 1–146 (25 octobre 2015).
- Journal of Computer and System Sciences (WoLLIC 2011). Volume 80, n° 6, pages 1037-1174 (septembre 2014).
- Journal of Computer and System Sciences (WoLLIC 2010). Volume 80, n° 2, pages 321-498 (mars 2014).
- Fundamenta Informaticae (WoLLIC 2009). Volume 106, n°s 2-4, pages 119-338 (september 2011).
- Journal of Computer and System Sciences (WoLLIC 2008)]. Volume 76, n° 5, pages 281-388 (août 2010).
- Information and Computation (WoLLIC 2007)]. Volume 208, n° 5, pages 395-604, (mai 2010).

## Article lié
- Liste des principales conférences d'informatique théorique.